# Galium verticillatum
Galium verticillatum là một loài thực vật có hoa trong họ Thiến thảo. Loài này được Danthoine ex Lam. mô tả khoa học đầu tiên năm 1788.